# Luces de París
Luces de París (La ritournelle) es una película de drama y comedia francesa de 2014, dirigida y escrita por Marc Fitoussi, protagonizada por Isabelle Huppert y Jean-Pierre Darroussin. Fue seleccionada en la competición oficial del Festival de Cine de Moscú.

## Sinopsis
Brigitte y Xavier viven en Normandía y se dedican a la ganadería vacuna. Ella es soñadora mientras que él vive por y para su trabajo. Tras la partida de sus hijos, el peso de la rutina se le hace a Brigitte cada vez más difícil de sobrellevar. Un día, en un arrebato de locura, se va a París haciendo creer a Xavier que ira en busca de una cura sobre la Eccema. Xavier se da cuenta entonces de que quizá la esté perdiendo y se dirige a buscarla. Al encontrar a Brigitte, ve que ella tiene una vida distinta a la que llevaba e incluso comparte grandes momentos junto a Jesper, un inmigrante danés que está enamorado de ella. 

## Reparto
- Isabelle Huppert como Brigitte Lecanu.
- Jean-Pierre Darroussin como Xavier Lecanu.
- Michael Nyqvist como Jesper.
- Pio Marmaï como Stan.
- Marina Foïs como Christiane.
- Audrey Dana como Laurette.
- Anaïs Demoustier como Marion.
- Clément Métayer como Grégoire Lecanu.
- Benoît Giros como Fred.
- Pierre Diot como Bruno Massoulier.
- Irène Ismaïloff como Stéphanie Massoulier.

## Lanzamiento
La película se estrenó por primera vez el 11 de junio de 2014 en Bélgica y Francia. Fue proyectada el 18 de julio en el New Zealand International Film Festival y el 10 de octubre en Israel, en el Haifa Film Festival. En España se estrenó recientemente el 18 de marzo de 2016.

## Recepción de la crítica
La película recibió mayormente críticas positivas. Entre ellas; "Si Alexander Payne hubiera nacido en Normandía en lugar de Nebraska, quizás habría hecho una película como 'París Follies'." dijo Peter Debruge de Variety."Isabelle Huppert impresiona interpretando a una esposa de un granjero de mediana edad que decide darse un capricho yendo tres días a París."  dijo Boyd van Hoeij de The Hollywood Reporter.